# Amblyseius jarooa
Amblyseius jarooa (лат.) — вид паразитиформных клещей рода Amblyseius из семейства Phytoseiidae (Mesostigmata). Мелкие свободноживущие хищные клещи длиной менее 1 мм. Индия (Андаманские острова). От близких видов отличается следующими признаками: конической формой сперматеки с каликсом колоковидной формы. Дорсальный диск длиной 320 мкм, шириной 180 с 17 парами щетинок; сета s4 короче 40-50 мкм; подвижный палец с зубцами; дорзум гладкий. Дорсальные щетинки заострённые (заднебоковых щетинок PL 3 пары, а переднебоковых AL — 2 пары). Дорсальный щит склеротизирован. Вид был впервые описан в 1977 году, а его валидный статус подтверждён в 2017 году.